# Langenau
Langenau település Németországban, azon belül Baden-Württembergben. Lakosainak száma 15 792 fő (2023. december 31.). Langenau Elchingen és Beimerstetten községekkel határos.

## Népesség
A település népessége az elmúlt években az alábbi módon változott:
| Lakosok száma | 9644 | 10 404 | 11 419 | 11 648 | 11 578 | 12 684 | 13 744 | 14 163 | 14 329 | 15 792 |
|               | 1961 | 1967   | 1974   | 1980   | 1987   | 1993   | 2000   | 2006   | 2013   | 2023   |